# اسم معكوس
الاسم المعكوس (الأنانيم، من أنا- «أعلى إلى أسفل، قلب؛ عكس» و-نيم «اسم» بالإغريقية) هو كل اسم عكست حروفه أي قلبت بالترتيب. ويتخذ في الغالب اسما مستعارا (أنونيمًا).

## أمثلة
| اسم                    | معكوسه                   |
| ---------------------- | ------------------------ |
| Dracula                | Alucdar                  |
| [Theodor Seuss] Geisel | [Dr. Seuss, Theo] LeSieg |